# Starý Smokovec

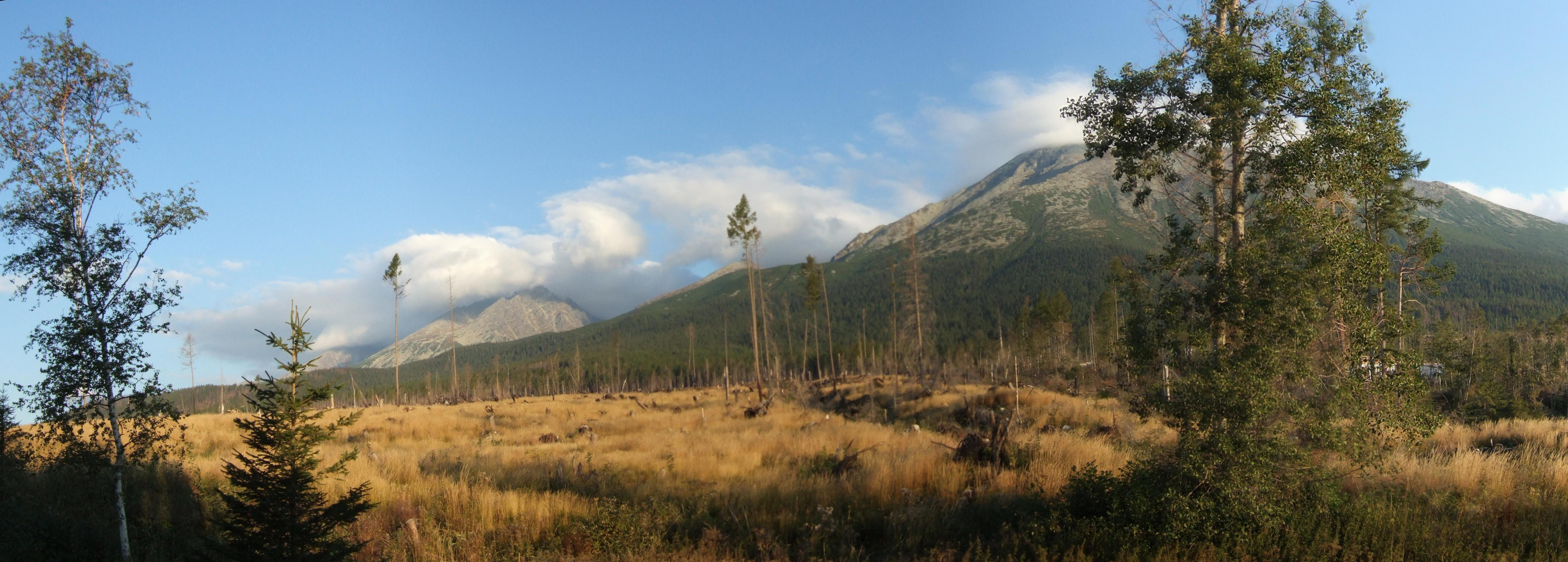
Vista dei Tatra dal nord-ovest della città. La grande cima sulla destra è il Slavkovský štit.

Starý Smokovec (in tedesco: Altschmecks; in ungherese: Ótátrafüred) è una parte della città di Vysoké Tatry, nel nord della Slovacchia, sui Monti Tatra. Il significato del nome è "Vecchia Smokovec".
Starý Smokovec è una meta popolare per lo sci e per le passeggiate in montagna. La cittadina è anche una stazione della Ferrovia elettrica dei Tatra, che collega Poprad, Tatranská Lomnica e Štrbské Pleso.
Tra le più importanti costruzioni dell'area ci sono il sanatorio e il Grand Hotel (costruito nel 1904). La cittadina è collegata tramite una funicolare al piccolo villaggio di Hrebienok, dove si pratica lo sci, a 1.285 m.

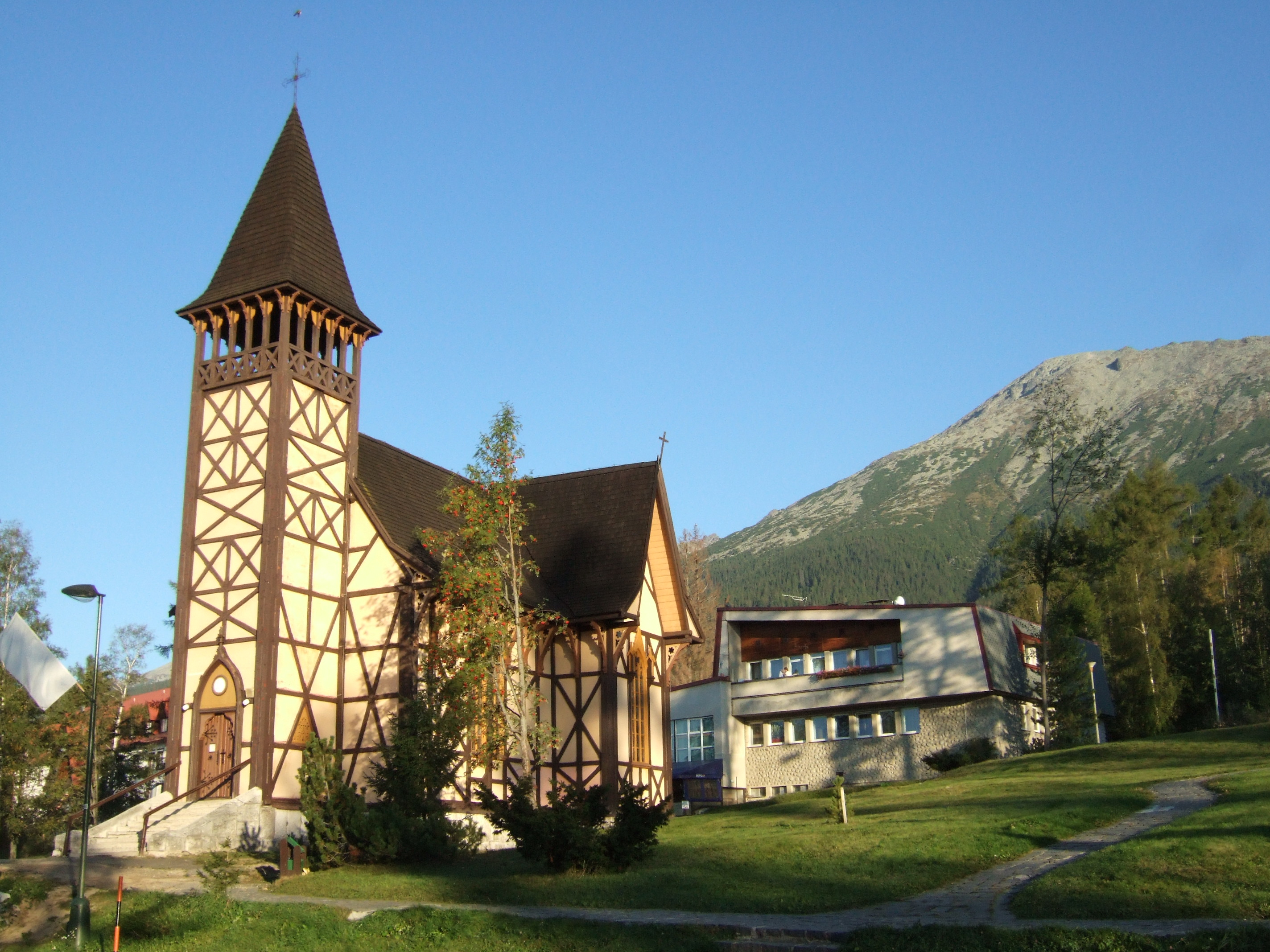
Chiesa a Starý Smokovec.